# Иримия, Кристиан
Кристиан Иримия (рум. Cristian Irimia; род. 7 июля 1981, Бухарест) — румынский футболист, который играет на позиции правого защитника; большую часть карьеры провёл в «Спортуле Студенцеск».

## Карьера
Иримия начал увлекаться футболом с шести лет, и родители решили отвести его в футбольную школу. Профессиональную карьеру Иримия начал в своём родном городе в клубе второго дивизиона «Спортул Студенцеск» под руководством известного тренера Дана Петреску. В 2003 году Иримия сыграл два матча за молодёжную сборную Румынии. Летом 2004 года Иримия вслед за своим тренером перешёл в «Рапид Бухарест», а оттуда — в «Динамо Бухарест». За этот год футболист, по его словам, стал тактически грамотнее и сильнее физически. В прессе появилась информация о возможном переходе игрока в «Галатасарай», но в декабре 2004 года он подписал контракт на 5 лет с «Динамо Киев», в новом клубе он получил футболку под вторым номером. Свой первый матч за «Динамо» Иримия сыграл 1 марта 2005 года против «Кривбасса», столичный клуб выиграл со счётом 2:0. Однако он так и не смог занять место в основе «Динамо» и вернулся в «Спортул Студенцеск», где начинал карьеру.